# 조선적십자회
조선민주주의인민공화국 적십자회(朝鮮民主主義人民共和國 赤十字會, Red Cross Society of the DPR Korea)는 조선민주주의인민공화국의 비영리 특수법인이다.

## 연혁
- 1946년 10월 18일 - 전신인 조선적십자사 설립. 이 날로 설립하고 있다.
- 1948년 12월 - 내각 결정에 의해 「인민의 자발적 의사에 의한 보건 위생 및 구호 단체」라고 규정.
- 1950년 6월 25일 ~ 1953년 7월 27일 (휴전 협정) - 한국 전쟁으로 전시 구호 활동 실시.
- 1956년 - 적십자국제위원회 에 승인된다. 75번째. 대한적십자사는 전년인 1955년 74번째로 승인을 받고 있다.
- 1959년 ~ 1984년 - 일본 적십자사와 공동으로 재일조선인의 귀환사업 을 실시.
- 1970년 4월 1일 - 요도 호 사건으로, 일본 적십자사로부터 승객 및 승무원의 건강과 안전의 확보가 이루어지도록 배려를 바라는 전보가 보내지고 나중에 동회는 안전을 보장할 것이라고 하는 확답을 받았다고 반전한다.
- 1971년 8월 - 이산가족 문제를 주요 테마로 한 북남 적십자(동회와 대한적십자사) 회담이 시작된다.
- 1984년 9월 - 서울 · 경기도 우수 수해 피해자용으로 쌀, 천, 시멘트, 의약품 등의 구호물자를 판문점 등으로 대한민국 쪽으로 인도.
- 1985년 8월 - '북남 이산가족 고향 방문·예술단 공연'
- 1995년 - 한신·아와지 대지진으로 일본 적십자에게 위문금을 송부.
- 1995년 - 이 국내에서 대규모 수해 발생, 재해자 구호 활동 실시.
- 1999년 - 국내 의료 지원으로 국제 적십자 연맹과 공동 프로젝트를 개시.
- 2000년 8월 - 제1회 북남 이산가족 재회
- 2002년 - 일본인 납치 피해자 5명의 일시 귀국에 부서기장 이호림 등이 동행.
- 2004년 4월 22일 - 헤이안 북도 용천군 의 용천역에서 열차 폭발사고 가 발생, 국제적십자와 연계하여 구호활동 실시.
- 2004년 10월 - 니가타현 나카고시 지진으로 일본 적십자사에 위문전을 보내고 나중에 3만 달러의 위문금을 송부.
- 2004년 12월 26일 - 수마트라 앞바다 지진으로 이 나라 정부가 15만 달러의 긴급 원조를 결정.
- 2005년 9월 3일 - 허리케인 카트리나에서 미국 적십자사에 위문 편지를 보내.
- 2006년 7월 19일 - 이산가족재회 사업 중지를 남쪽으로 통고.
- 2006년 10월 18일 - 창립 60주년 기념 보고회 개최(평양시 · 인민대학습당)
- 2011년 - 동일본 대지진으로 일본 적십자에게 위문금을 송부.

## 같이 보기
- 대한적십자사
- 헌혈
- 국제 적십자 위원회